# Hadruroides charcasus
Espèce
Synonymes
- Hadrurus charcasus Karsch, 1879
- Hadrurus paaschi Karsch, 1881

Hadruroides charcasus est une espèce de scorpions de la famille des Caraboctonidae.

## Distribution
Cette espèce est endémique du Pérou. Elle se rencontre dans les régions de Lambayeque et de Piura. Sa présence est incertaine dans la région de Tumbes.

## Description
Le mâle mesure 58,5 mm et la femelle 69,5 mm.

## Systématique et taxinomie
Cette espèce a été décrite sous le protonyme Hadrurus charcasus par Karsch en 1879. Elle est placée dans le genre Hadruroides par Pocock en 1893.
Hadrurus paaschi est placée en synonymie par Maury en 1975.

## Publication originale
- Karsch, 1879 : Scorpionologische Beiträge. Part II. Mittheilungen des Münchener Entomologischen Vereins, vol. 3, p. 97-136 (texte intégral).